# Geotagowanie

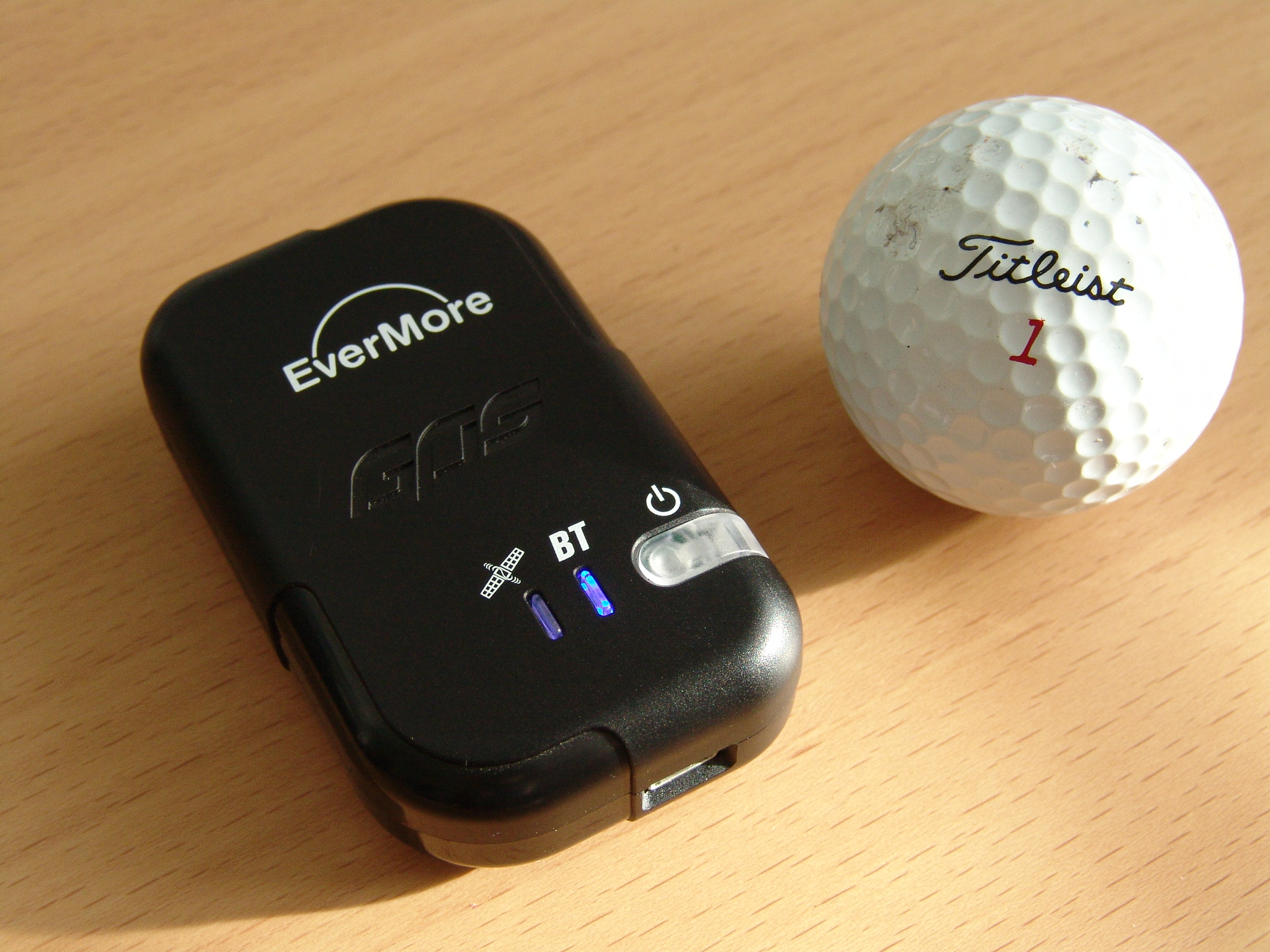
GeoTagger EverMore GT-800-BT

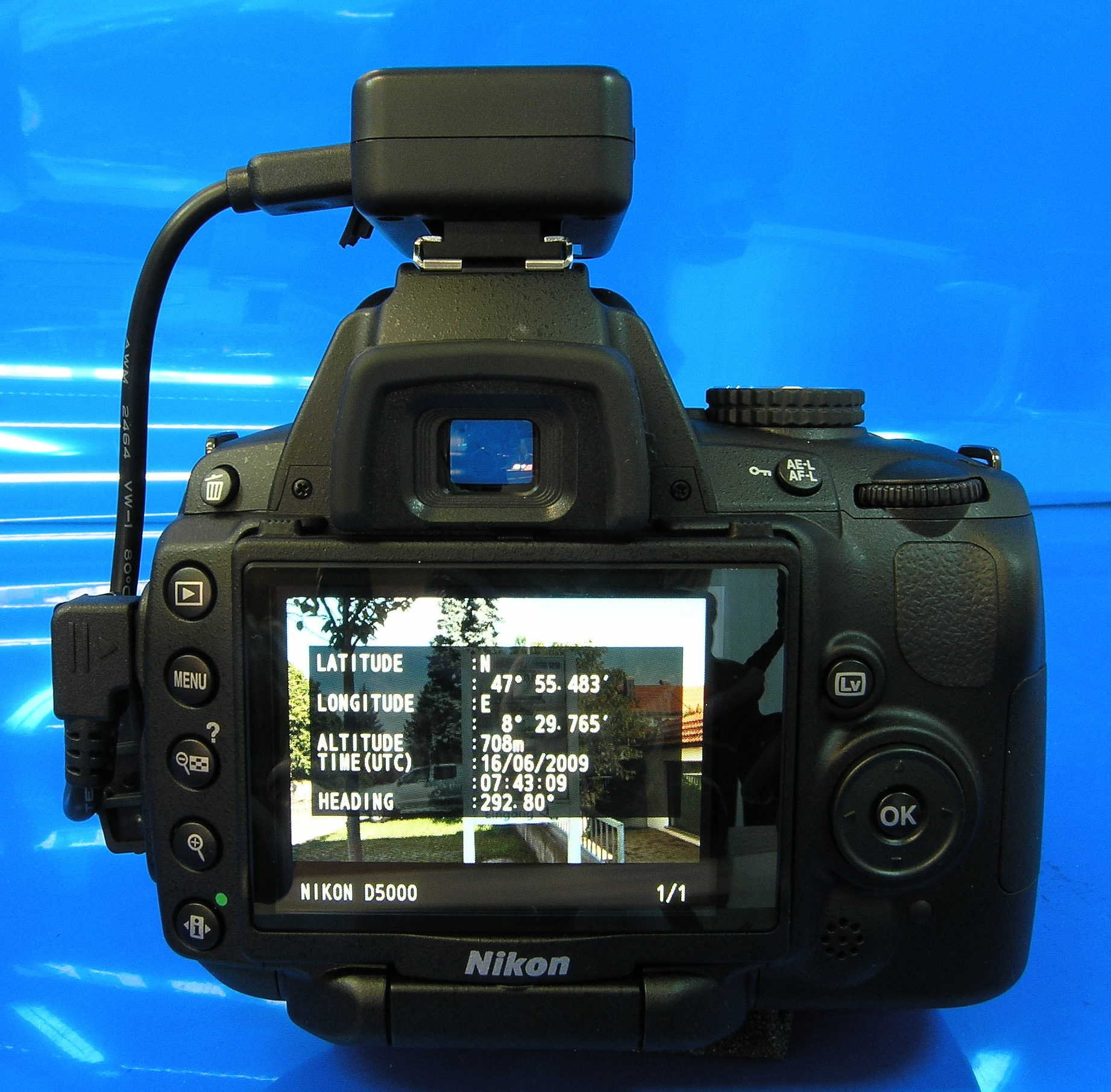
Geotagger "Solmeta N2 Kompass" + Nikon D5000

Geotagowanie (ang. geotagging, czyli geoznakowanie) – wstawianie znaczników z informacją o położeniu danego obiektu (jego współrzędnych geograficznych) do tego obiektu. Geotagi mogą być np. automatycznie wstawiane do dokumentów wykonanych w urządzeniu o znanej pozycji – np. do zdjęcia wykonanego w telefonie komórkowym. Może to być jednak także proces wtórny, to znaczy znacznik można dodać ręcznie.

## Zastosowania
Geotagowanie ułatwia wykrycie gdzie został wykonany dany dokument a przez to m.in.:
- tworzyć mapy z odpowiednio ulokowanymi zdjęciami,
- tworzyć wyszukiwarki dokumentów z np. fotografiami i filmami z jakiejś okolicy,
- pośrednio ustalić pozycję osoby, która wykonywała zdjęcie (także w celu śledzenia jej pozycji).